# المرجة (فلسطين)

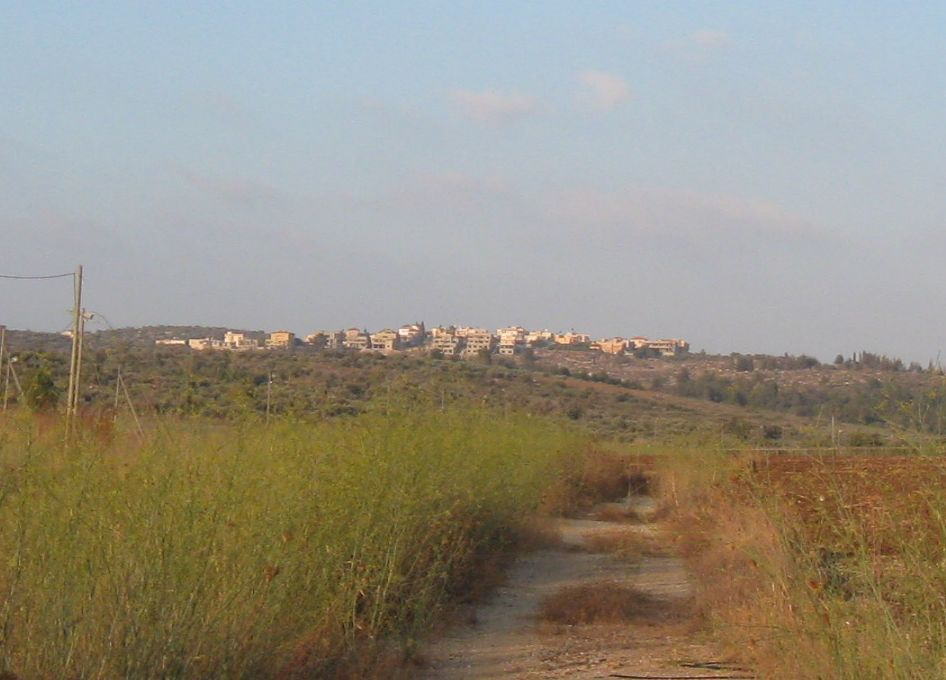
المرجة.

المرجة هي إحدى خرب دير الغصون في فلسطين اقطتعت من البلدة عام 1948 وهي اليوم جزء من تجمع خرب دير الغصون تحت مجلس موحد يسمى زيمر ويسكنها امتداد عائلات دير الغصون أهم عائلاتها امتداد غانم والعمر والاسم اسم روماني.